# ميناء باريس المستقل
ميناء باريس المستقل (بالفرنسية: Port autonome de Paris) هو مؤسسة عامة في فرنسا أُسست عام١٩٧٠. مهمتها تطوير حركة المرور المائي ونشاط الموانئ من خلال إنشاء وصيانة وإدارة التشغيل التجاري لـ ٧٠ موقعًا في إيل دو فرانس .  وهو ثاني أكبر ميناء داخلي في أوروبا بعد دويسبورغ .